# Sôber
Sober é uma banda de rock alternativo que nasceu em Madrid, Espanha, em 1994. Seu nome vem a partir do significado literal de sóbrio, e da canção "Sober" da banda Tool, de seu primeiro álbum, Undertow.
Fundada por Carlos Escobedo, o qual postou um anúncio em uma loja de guitarra local, sendo contatado por Antonio Bernardini, para começar o Sober Stoned. Consistia do baixista Carlos Escobedo, os guitarristas Jorge Escobedo e Antonio Bernardini. Em 2002, com Alberto Madrid na bateria, a banda lançou Paradÿsso. O álbum vendeu mais de 100 mil cópias. Reddo foi lançado em 2004, e vendeu mais de 50 mil cópias.
Eles começaram a cantar em inglês, e em 1994 eles gravaram sua primeira demo, intitulada Caminho do Espelho, que incluiu cinco canções. Pouco depois, a banda assinou com a sua primeira gravadora, que os fez mudar do espanhol para o inglês. Em 1995, quando estavam prontos para lançar seu primeiro álbum de estúdio, Torcido, a gravadora faliu. Mais tarde, em 1997, sob a sua própria marca, Moderam Records, o álbum finalmente foi lançado.
Em 1 de janeiro de 2010, a banda anunciou seu novo baterista, Manu Reyes.

## Membros
- Carlos Escobedo – vocal, baixo
- Jorge Escobedo – guitarra
- Antonio Bernardini – guitarra
- Manu Reyes – bateria

## Discografia
- 1997 - Torcidos
- 1999 - Morfología
- 2001 - Synthesis
- 2002 - Paradÿsso
- 2003 - Backstage 02/03
- 2004 - Reddo
- 2005 - Grandes Éxitos 1994–2004
- 2010 - De aquí a la eternidad
- 2011 - Superbia	Last
- 2014 - Letargo
- 2016 - Vulcano
- 2018 - La sinfonía del Paradÿsso